# Ablis
Ablis je francouzská obec v departmentu Yvelines v regionu Île-de-France. Leží 13 kilometrů jižně od Rambouillet.

## Geografie
Sousední obce: Prunay-en-Yvelines, Orsonville, Sonchamp, Boinville-le-Gaillard a Saint-Martin-de-Bréthencourt.
K obci patří i samoty Ménainville, Guéherville, Mainguérin, Dimancheville a Long Orme.

## Historie
Území obce je osídleno už od galo-římských dob, leželo při římských silnicích Chartres-Lutèce a Beauvais-Orléans.

## Památky
- kostel sv. Petra a Pavla z 11. století
- opatství Saint-Épain-saint-Blaise

## Vývoj počtu obyvatel
Počet obyvatel

## Doprava
Územím obce procházejí silnice RN10 a RN191.

## Partnerská města
- Wendelsheim